# Colour Me Free
Colour Me Free es el cuatro álbum de la cantante Inglesa Joss Stone. El lanzamiento fue previsto para abril de 2009, pero después de algunos cambios en fecha de entrega, fue lanzado finalmente el 20 de octubre de 2009.

## Canciones
| N.º | Título                                        | Escritor(es)                                                                                           | Duración |  |
| 1.  | «Free Me»                                     | Joss Stone, Conner Reeves, Johnathan Shorten, Kenya Baker                                              | 3:53     |  |
| 2.  | «Could Have Been You»                         | Stone, Reeves, Shorten                                                                                 | 4:52     |  |
| 3.  | «Parallel Lines» (con Jeff Beck & Sheila E.)  | Stone, Reeves, Shorten                                                                                 | 4:26     |  |
| 4.  | «Lady»                                        | Stone, Reeves, Shorten                                                                                 | 4:22     |  |
| 5.  | «4 and 20»                                    | Stone, Reeves, Shorten                                                                                 | 5:06     |  |
| 6.  | «Big 'Ol Game» (con Raphael Saadiq)           | Stone, Saadiq                                                                                          | 4:30     |  |
| 7.  | «Governmentalist» (con Nas)                   | Stone, Hayley Carline, Neville Malcolm, Nasir Jones, Reeves, Shorten                                   | 5:42     |  |
| 8.  | «Incredible»                                  | Stone, Michael Bowes, Pete Cherry, Colin Hickson, Nikolaij Joel, Paddy Milner, Shorten, Richie Stevens | 2:46     |  |
| 9.  | «You Got the Love»                            | Anthony B. Stephens, Arnecia Michelle Harris                                                           | 3:35     |  |
| 10. | «I Believe It to My Soul» (con David Sanborn) | Ray Charles                                                                                            | 4:19     |  |
| 11. | «Stalemate» (featuring Jamie Hartman)         | Stone, Camilla Boler, Jamie Hartman                                                                    | 4:18     |  |
| 12. | «Girlfriend on Demand»                        | Stone, Dan Mackenzie                                                                                   | 4:30     |  |

| UK edition |                            |              |          |  |
| N.º        | Título                     | Escritor(es) | Duración |  |
| 13.        | «Every Time I Turn Around» |              | 4:26     |  |
| 14.        | «Mr. Wankerman»            |              | 13:44    |  |